# Jeff Berlin
Jeff Berlin (17 de janeiro de 1953) é um baixista de jazz, jazz fusion e rock progressivo estadunidense.
É um dos primeiros virtuosos deste instrumento (junto com Jaco Pastorius e Stanley Clarke) tendo criado maneiras novas de tocar o instrumento.
É considerado por muitos como um dos melhores baixistas da historia. O baixista brasileiro Júlio Cézar gravou um vídeo em homenagem ao Jeff Berlin, onde faz uma colagem com os personagens, podendo ser visto na página.

## Discografia

### Solo
- 1985 Jeff Berlin/Vox Humana - Champion
- 1986 Jeff Berlin - Pump It!
- 1997 Jeff Berlin - Taking Notes
- 1998 Jeff Berlin - Crossroads
- 2000 Jeff Berlin - Star Licks Productions (VHS)
- 2000 Jeff Berlin - In Harmony's Way
- 2004 Jeff Berlin - Lumpy Jazz
- 2006 Jeff Berlin - Aneurythms/Ace Of Bass
- 2006 Jeff Berlin - Mel Bay Bass Logic (DVD)
- 2010 Jeff Berlin - High Standards

### Como convidado
- 1976 Patrick Moraz - The Story of !
- 1976 Esther Phillips - Capricorn Princess
- 1976 Patti Austin - End of a Rainbow
- 1976 David Matthews with Whirlwind - Shoogie Wanna Boogie
- 1977 Ray Barretto - Eye of the Beholder
- 1977 David Liebman - Light'n Up, Please!
- 1977 Ernie Krivda - Satanic
- 1977 Bill Bruford - Feels Good to Me
- 1978 Don Pullen - Montreux Concert (Atlantic)
- 1979 David Sancious - Just As I Thought
- 1979 Bruford - One Of A Kind
- 1980 Bruford - Gradually Going Tornado
- 1980 Poussez! - Leave That Boy Alone!
- 1980 Passport - Lifelike
- 1981 Joe Diorio - 20th Century Impressions
- 1981 Bruford - The Bruford Tapes
- 1983 Allan Holdsworth - Road Games
- 1985 Schumate-Reno Jazz Quintet - Hurricane
- 1986 Bruford - Master Strokes 1978-1985
- 1986 T Lavitz - Storytime
- 1987 Henderson-Berlin-Smith-Lavitz - Players
- 1987 Kazumi Watanabe - The Spice of Life
- 1988 Kazumi Watanabe - The Spice of Life Too
- 1989 KD Lang - Even Cowgirls Get The Blues
- 1993 Anderson-Bruford-Wakeman-Howe - An Evening of Yes Music Plus
- 1994 Nathan Cavaleri Band -  Nathan
- 1995 Richie Kotzen - The Inner Galactic Fusion Experience
- 2002 Twinemen - Twinemen
- 2002 Various Artists - Grand Theft Auto: Vice City (Soundtrack)
- 2004 Catie Curtis - Dreaming in Romance Languages
- 2004 Weepies - Happiness
- 2004 Novocento - Featuring...
- 2005 Chambers-Berlin-Fiuczynski-Lavitz - Boston T Party
- 2007 Paddy Saul' - One Town Tasted
- 2007 Bill Bruford - Rock Goes To College (DVD)
- 2008 Meg Hutchinson - Come Up Full
- 2009 Bill Bruford - Best of Winterfold
- 2010 Meg Hutchinson - The Living Side
- 2010 Dann Glenn - Eleven Eleven Orchestra